# Jincheng (Kinmen)
Jincheng, auch Kincheng oder Chincheng (chinesisch 金城鎮, Pinyin Jīnchéng Zhèn, Tongyong Pinyin Jīnchéng Jhèn, W.-G. Chin-ch'eng-Chèn, Pe̍h-ōe-jī Kim-siâⁿ-tìn – „Goldene Stadt“), ist eine Stadtgemeinde (鎮,  Zhèn) auf der vor der Küste Festlandchinas liegenden Insel Kinmen, die von der Republik China auf Taiwan verwaltet wird.
Der Ort liegt im Südwesten Kinmens und ist Hauptstadt des Landkreises Kinmen. Darüber hinaus ist Jincheng Verwaltungssitz des von der Republik China kontrollierten Teils der Provinz Fujian, zu dem neben Kinmen noch die Inselgruppe Matsu gehört. In Jincheng liegt der Hafen Kinmens, von wo aus regelmäßige Fährverbindungen zum chinesischen Festland bestehen.
Im Jahr 2012 gehörten 578,20 Hektar des Gemeindegebiets zum Kinmen-Nationalpark.